# サム・ロックウェル
サム・ロックウェル（Sam Rockwell, 1968年11月5日 - ）は、アメリカ合衆国カリフォルニア州出身の俳優。

## プロフィール
1968年にサンフランシスコ南郊のデイリーシティ（Daly City）に生まれた。両親ともに俳優だったが、彼が5歳の時に離婚。その後は父親が親権を持ったが、夏休みになるとニューヨークにいた母親の元を訪れていたという。10歳の時に母親が主演する即興コメディで初舞台を踏む。中学卒業後はサンフランシスコ・スクール・オブ・アーツへ進学。同級には韓国系コメディアンのマーガレット・チョーもいた。卒業前に中退をするも、アウトワード・バウンドスタイルの高校で卒業資格を取得。卒業後はニューヨークへ活動の拠点を移した。
1989年にフランシス・フォード・コッポラが持つ製作会社で製作された低予算ホラー『マニアック1990』で映画デビューを果たす。同じくしてウィリアム・エスパー・スタジオで演技の基礎を習得し、『ミュータント・タートルズ』（1990年）などの映画に出演してキャリアを積んでいく。
1997年の『キャメロット・ガーデンの少女』では孤独な青年を演じた。その後も様々なキャラクターを演じ分け、『グリーンマイル』では狂暴な殺人犯を、『ギャラクシー・クエスト』ではファン相手のコンベンションの司会役を、『チャーリーズ・エンジェル』ではひと癖ある悪役を演じ、俳優としての地位を確立。
2002年にはジョージ・クルーニーの監督デビュー作品『コンフェッション』で初主演を飾り、テレビプロデューサーでありCIAの暗殺工作員だったと言うチャック・バリスを軽快に演じ、ベルリン国際映画祭の男優賞を受賞した。

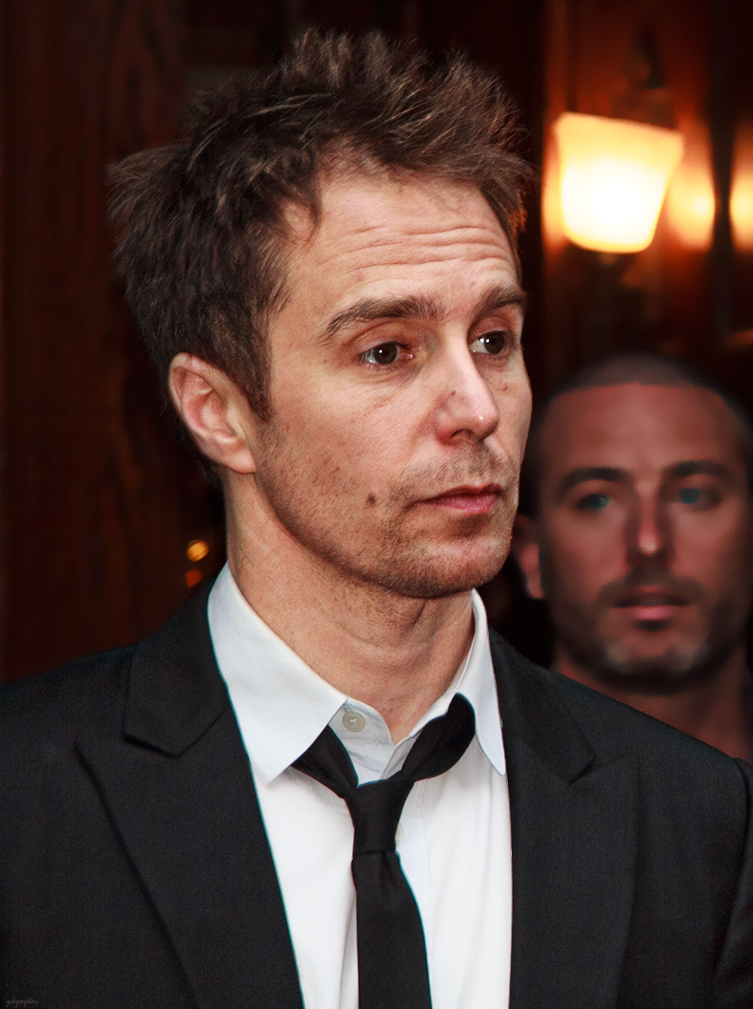
2012年、第37回トロント国際映画祭でのロックウェル

2009年にはデヴィッド・ボウイの息子ダンカン・ジョーンズの長編初監督作である『月に囚われた男』でもほぼ全編一人芝居で主役を演じた。
2017年公開の『スリー・ビルボード』で共に初ノミネートながらアカデミー賞並びにゴールデングローブ賞で助演男優賞を受賞するなど演技が高く評価される。そして、その翌年には『バイス』でジョージ・W・ブッシュを演じ、2年連続でオスカーにノミネートされた。

### 舞台
1992年からオフ・ブロードウェイの劇団『ラビリンス・シアター・カンパニー』に所属。アカデミー賞俳優のフィリップ・シーモア・ホフマンが演出した『The Last Days of Judas Iscariot』にも出演した。2010年にはマーティン・マクドナーの戯曲『スポケーンの左手』初演でクリストファー・ウォーケンらと共演している。

### 私生活
これまで一度も結婚経験はなく、結婚に対しては懐疑的で、あるインタビューでは「自分は親に向いていない」と発言している。現在は、ロン・ハワード監督の『フロスト×ニクソン』の撮影現場で知りあった女優でファッションモデルのレスリー・ビブと交際している。

## 出演作品
※主演作品は太字表記。

### 映画
| 年   | 題名                                                                                  | 役名                             | 備考                                                                                                 | 吹き替え           |
| ---- | ------------------------------------------------------------------------------------- | -------------------------------- | --- | ------------------ |
| 1989 | マニアック1990 Clownhouse                                                             | ランディ                         | |                    |
| 1989 | ブルックリン最終出口 Last Exit to Brooklyn                                            | アル                             | |                    |
| 1990 | ミュータント・タートルズ Teenage Mutant Ninja Turtles                                 | Head Thug                        | |                    |
| 1992 | イン・ザ・スープ In the Soup                                                          | パウリ                           | |                    |
| 1994 | サムバディ・トゥ・ラブ Somebody to Love                                               | ポーランドの男                   | |                    |
| 1994 | ライト・スリーパー Light Sleepers                                                     | Jealous                          | |                    |
| 1995 | N.Y. 少女異常誘拐 Mercy                                                               | マティ                           | |                    |
| 1995 | グローリー・デイズ 〜旅立ちの日〜 Glory Daze                                          | ロブ                             | |                    |
| 1996 | バスキア Basquiat                                                                     | 悪党                             | |                    |
| 1997 | キャメロット・ガーデンの少女 Lawn Dogs                                                | トレント                         | 平田広明                                                                                             |                    |
| 1998 | セーフメン Safe Men                                                                   | サム                             | |                    |
| 1998 | セレブリティ Celebrity                                                                | ダロウ・アントラージュ           | |                    |
| 1999 | 真夏の夜の夢 A Midsummer Night's Dream                                                | フランシス・フルート             | 落合弘治                                                                                             |                    |
| 1999 | グリーンマイル The Green Mile                                                         | ワイルド・ビル・ウォートン       | 成田剣（ソフト版） 堀内賢雄（フジテレビ版）                                                          |                    |
| 1999 | ギャラクシー・クエスト Galaxy Quest                                                   | ガイ・フリーグマン               | 山路和弘                                                                                             |                    |
| 2000 | チャーリーズ・エンジェル Charlie's Angels                                             | エリック・ノックス               | 家中宏（ソフト版、テレビ朝日版）                                                                     |                    |
| 2001 | ザ・プロフェッショナル Heist                                                          | ジミー・シルク                   | 山路和弘                                                                                             |                    |
| 2002 | ウェルカム・トゥ・コリンウッド Welcome to Collinwood                                  | ペロ                             | 檀臣幸                                                                                               |                    |
| 2002 | コンフェッション Confessions of a Dangerous Mind                                      | チャック・バリス                 | ベルリン国際映画祭銀熊賞 受賞                                                                        | 山寺宏一           |
| 2003 | マッチスティック・メン Matchstick Men                                                 | フランク                         | | 藤原啓治           |
| 2005 | 銀河ヒッチハイク・ガイド The Hitchhiker's Guide to the Galaxy                         | ゼイフォード・ビーブルブロックス | 山路和弘                                                                                             |                    |
| 2007 | ジョシュア 悪を呼ぶ少年 Joshua                                                        | ブラッド                         | 神奈延年                                                                                             |                    |
| 2007 | スノー・エンジェル Snow Angels                                                        | グレン・マーチャンド             | |                    |
| 2007 | ジェシー・ジェームズの暗殺 The Assassination of Jesse James by the Coward Robert Ford | チャーリー・フォード             | 竹若拓磨                                                                                             |                    |
| 2008 | セックス・クラブ Choke                                                                | ヴィクター・マンシーニ           | 小森創介                                                                                             |                    |
| 2008 | フロスト×ニクソン Frost/Nixon                                                         | ジェームズ・レストン             | 藤原啓治                                                                                             |                    |
| 2009 | ハートボール The Winning Season                                                       | ビル                             | 日本劇場未公開 WOWOW放映時タイトル『プリティ・フープ』                                               |                    |
| 2009 | 月に囚われた男 Moon                                                                   | サム・ベル                       | | 平田広明           |
| 2009 | スパイアニマル・Gフォース G-Force                                                     | ダーウィン                       | 声の出演                                                                                             | ゴリ               |
| 2009 | みんな元気 Everybody's Fine                                                           | ロバート                         | | 加瀬康之           |
| 2009 | Mr.ゴールデン・ボール/ 史上最低の盗作ウォーズ Gentlemen Broncos                       | ブロンコ / ブルータス            | 安原義人                                                                                             |                    |
| 2010 | アイアンマン2 Iron Man 2                                                              | ジャスティン・ハマー             | 森川智之（ソフト版） 飛田展男（テレビ朝日版）                                                        |                    |
| 2010 | ディア・ブラザー Conviction                                                           | ケニー・ウォーターズ             | 家中宏                                                                                               |                    |
| 2011 | カウボーイ & エイリアン Cowboys & Aliens                                              | ドク                             | 家中宏                                                                                               |                    |
| 2011 | ピンチ・シッター The Sitter                                                           | カール                           | 大川透                                                                                               |                    |
| 2012 | セブン・サイコパス Seven Psychopaths                                                  | ビリー・ビッケル                 | 咲野俊介                                                                                             |                    |
| 2013 | プールサイド・デイズ The Way, Way Back                                                | オーウェン                       | 家中宏                                                                                               |                    |
| 2013 | 転落の銃弾 A Single Shot                                                              | ジョン・ムーン                   | 家中宏                                                                                               |                    |
| 2013 | ウソはホントの恋のはじまり A Case of You                                              | ゲイリー                         | 片山公輔                                                                                             |                    |
| 2014 | マーベル・ワンショット: 王は俺だ Marvel One-Shot: All Hail the King                   | ジャスティン・ハマー             | 短編映画 『マイティ・ソー/ダーク・ワールド』BD収録                                                   | 森川智之           |
| 2014 | アラサー女子の恋愛事情 Laggies                                                        | クレイグ                         | | （吹き替え版なし） |
| 2014 | 禁断のケミストリー Better Living Through Chemistry                                    | ダグ・バーニー                   | | （吹き替え版なし） |
| 2015 | 新しい夫婦の見つけ方 Digging for Fire                                                 | レイ                             | 寸石和弘                                                                                             |                    |
| 2015 | ドン・ヴァーディーン Don Verdean                                                      | ドン・ヴァーディーン             | 家中宏                                                                                               |                    |
| 2015 | ポルターガイスト Poltergeist                                                          | エリック・ボーウェン             | 咲野俊介                                                                                             |                    |
| 2015 | バッド・バディ! 私と彼の暗殺デート Mr. Right                                          | ミスター・ライト / フランシス    | 家中宏                                                                                               |                    |
| 2017 | スリー・ビルボード Three Billboards Outside Ebbing, Missouri                          | ジェイソン・ディクソン           | ゴールデングローブ賞助演男優賞受賞 全米映画俳優組合賞助演男優賞受賞 第90回アカデミー賞助演男優賞受賞 | 加瀬康之           |
| 2018 | Mute/ミュート Mute                                                                    | サム・ベル                       | Netflixオリジナル映画                                                                                |                    |
| 2018 | ブルーイグアナ 500万ポンドの獲物 Blue Iguana                                          | エディ                           | 兼製作総指揮 日本劇場未公開、WOWOWで放映                                                             |                    |
| 2018 | バイス Vice                                                                           | ジョージ・W・ブッシュ            | | 家中宏             |
| 2019 | ベスト・オブ・エネミーズ 〜価値ある闘い〜 The Best of Enemies                         | C・P・エリス                     | 日本劇場未公開、スター・チャンネルで放映                                                             | 内田夕夜           |
| 2019 | ジョジョ・ラビット Jojo Rabbit                                                        | クレンツェンドルフ大尉           | | 桐本拓哉           |
| 2019 | リチャード・ジュエル Richard Jewell                                                   | ワトソン・ブライアント           | 家中宏                                                                                               |                    |
| 2020 | トロールズ ミュージック★パワー Trolls World Tour                                      | ヒッコリー                       | 声の出演                                                                                             | 平田広明           |
| 2020 | ゴリラのアイヴァン The One and Only Ivan                                              | アイヴァン                       | 声の出演                                                                                             | 根本泰彦           |
| 2022 | バッドガイズ The Bad Guys                                                             | ミスター・ウルフ                 | 声の出演                                                                                             | 尾上松也           |
| 2022 | ウエスト・エンド殺人事件 See How They Run                                             | ストッパード警部                 | | （吹き替え版なし） |
| 2024 | ARGYLLE/アーガイル Argylle                                                            | エイダン・ワイルド               | 東地宏樹                                                                                             |                    |
| 2024 | ブルー きみは大丈夫 IF                                                                | スーパードッグ                   | 声の出演                                                                                             | 神谷浩史           |
| 2025 | バッドガイズ2 The Bad Guys 2                                                          | ミスター・ウルフ                 | |                    |
| TBA  | Project X                                                                             | TBA                              | ポストプロダクション                                                                                 |                    |
| TBA  | Stuntnuts: The Movie                                                                  | 本人役                           | |                    |

### テレビ
| 年        | 題名                                                            | 役名                           | 備考                                                                             | 吹き替え           |
| --------- | --------------------------------------------------------------- | ------------------------------ | -------------------------------------------------------------------------------- | ------------------ |
| 1988      | ザ・シークレット・ハンター The Equalizer                        | スリック                       | 「The Child Broker」                                                             |                    |
| 1992-1993 | ロー&オーダー Law & Order                                       | Randy Borland Officer Weddeker | 別々の役で計2話出演                                                              |                    |
| 1995      | NYPDブルー NYPD Blue                                            | ビリー                         | 第3シーズン第2話「刺殺」                                                         |                    |
| 1997-2000 | Prince Street                                                   | ドニー・ハンソン               | 計6話出演                                                                        | N/A                |
| 2015-2021 | FはFamilyのF F Is for Family                                    | ヴィック                       | 計44話声の出演                                                                   | 星智也             |
| 2018      | サタデー・ナイト・ライブ Saturday Night Live                    | 本人（ホスト）                 | 「Sam Rockwell/Halsey」                                                          | （吹き替え版なし） |
| 2019      | フォッシー&ヴァードン 〜ブロードウェイに輝く生涯〜 Fosse/Verdon | ボブ・フォッシー               | 計8話出演 プライムタイム・エミー賞 主演男優賞 (リミテッドシリーズ部門)ノミネート | 山路和弘           |
| 2023      | ホワット・イフ...? What If...?                                  | ジャスティン・ハマー           | 声の出演 第2シーズン第3話「もしも…ハッピー・ホーガンがクリスマスを救ったら?」    | 森川智之           |